# Can Bartomeu
Can Bartomeu – miejscowość w Hiszpanii, w Katalonii, w prowincji Barcelona, w comarce Maresme, w gminie Sant Cebrià de Vallalta.
Według danych INE z 2004 roku miejscowość zamieszkiwało 28 osób.